# Сант'Аполинаре (Фрозиноне)
Сант'Аполинаре (итал. Sant'Apollinare) је насеље у Италији у округу Фрозиноне, региону Лацио.
Према процени из 2011. у насељу је живело 984 становника. Насеље се налази на надморској висини од 54 м.

## Становништво
| 1931. | 1936. | 1951. | 1961. | 1971. | 1981. | 1991. | 2001. | 2011. |
| ----- | ----- | ----- | ----- | ----- | ----- | ----- | ----- | ----- |
| 2.750 | 2.959 | 2.889 | 2.406 | 1.979 | 1.855 | 2.038 | 1.950 | 1.931 |